# 亀中理恵子
亀中 理恵子（かめなか りえこ、9月10日 - ）は、日本の女性声優。福岡県出身。血液型はB型。フリー。

## 経歴
アミューズメントメディア総合学院卒業。プロダクション・エース演技研究所出身。
トライアルプロダクション時代よりプロダクション・エースに所属していたが、2018年4月末をもって退所。その後はフリーランスで活動していたが、2021年10月よりウィングウェーヴに準所属となった。2023年9月末をもって退所し、再度フリーランスでの活動となる。
趣味として、2020年12月からはゲーム仲間とYouTube活動を開始。「あねーご」というグループにて、ぷと名義でゲーム実況を行っている。

## 出演
太字はメインキャラクター。

### テレビアニメ
- 夢色パティシエール（2010年、お姉さんB）
- デート・ア・ライブ（2013年、燎子の母）
- 寄生獣 セイの格率（2014年、教師）
- 攻殻機動隊 ARISE ALTERNATIVE ARCHITECTURE（2015年、北原副大臣）
- ハルチカ 〜ハルタとチカは青春する〜（2016年、新入生の母）

### 劇場アニメ
- 劇場版 STEINS;GATE 負荷領域のデジャヴ（2013年、おばあさん）
- 攻殻機動隊 ARISE border:3 Ghost Tears/ border:4 Ghost Stands Alone（2014年、北原副大臣）
- 攻殻機動隊 新劇場版（2015年、国防省副大臣 北原要子）

### ゲーム
- メイデンクラフト（2015年、楢原晶[5]）
- ディビジョン（2016年）
- Fallout 4 DLC「Nuka-World」（2016年、マッケンジー・ブリッジマン / マギーの母 / レアヴィット / 旅行者女 / モニーク・ダンモア[6]）

### ドラマCD
- 密着CD MORE vol.4~とあるピアニストの場合~（2015年、母親）
- ひとりじめマイヒーロー（2015年、勢多川母 / 松沢）[7]
- エスケープジャーニー（2016年、直人の母親 / 大学の女友達）

### 吹き替え
2004年
- マスター・アンド・ウォーリアー後編

2009年
- 恋の7つの副作用

2010年
- ラストプラン（マーカム）
- 猟犬たちの夜 オルフェーヴル河岸36番地-パリ警視庁（レア）
- サブウェイNY（ブリタ）
- 人間狩り(洋画)（女売人1、女ヒッピー4、ニコール、カーク）

2011年
- スティーヴン・セガール TRUE JUSTICEシリーズ TRUE JUSTICE1 PART6沈黙の神拳（ハンフリーズ、ニア、アナ）
- チワワ・ザ・ムービー（トリシア、患者少女Ａ）
- LAW & ORDERシーズン16 #22「最後の手段」（キンバリー、大陪審員、ミルフォード）

2012年
- スティーヴン・セガール TRUE JUSTICEシリーズ TRUE JUSTICE2 PART0沈黙の絆（アナ）

2013年
- 猟犬たちの夜 そして復讐という名の牙（レア）
- シーウルフ（モード〈ネーヴ・キャンベル〉）

2014年
- オッド・トーマス　死神と奇妙な救世主
- パイオニア（ピア、アナウンサー）
- アイアンクラッド　ブラッド・ウォー(メアリー/ジョアン/ヴァイラ)

2015年
- ジェーン・ザ・ヴァージン（アマンダ / シスター）
- FRANK-フランク-(アリス/フランクの母親/女性店員)
- 不良探偵ジャック・アイリッシュ 3度目の絶体絶命(ロス)

2020年
- FREAKS フリークス 能力者たち（メアリー〈アマンダ・クルー〉）

2021年
- ソング・トゥ・ソング（パティ・スミス）

### ナレーション
- 練馬区ねり丸アニメ第十四話「紹介編～たくあんでシワシワ！？～」（2014年）

### テレビ
- アニソン★カフェ ゆめが丘（ナレーション、tvk：#5～#8）
- 本当は怖い家庭の医学 肩こり編（ブティック店客役（ABC））
- 同窓会〜ラブ・アゲイン症候群 （テレビ朝日）

### ラジオ
- 純子と涼のアシタヘストライク! アシタヘヘッドライン

### サウンドノベル
- ドリームデリバリー（2011年、高瀬浩子）[10]

### テレビCM
- オフィス24 僧侶編（社員役）
- エヌ・ティ・ティ・ドコモ九州

### 舞台
- 「お悩みはご一緒に!!」（毛利恵理子）
- 「贋作・罪と罰」
- 「レディ・ゴー」

### MC
- きもの日和 TOKYO2008
- きもの日和 2010 with目黒雅叙園 （総合司会）